# Селендума (сельское поселение)
Се́льское поселе́ние «Селенду́ма» (бур. Сэлэндγγмын hомон) — муниципальное образование в Селенгинском районе Бурятии Российской Федерации.
Административный центр — село Селендума. Включает 5 населённых пунктов.

## География
МО СП «Селендума» находится на юго-западе района на левобережье реки Селенги. Земли поселения занимают южную часть восточной половины Тамчинской равнины (Зун-Тамча) и, к югу, равнину междуречья Темника и Баян-Гола; на северо-западе — правобережье Темника в пределах Ацульского заказника. На северо-востоке поселение занимает степные западные склоны массива Тойон, на юге — северные склоны Боргойского хребта, на юго-западе — часть Боргойской степи.
На севере МО СП «Селендума» граничит с МО СП «Гусиное Озеро», на северо-востоке — с МО СП «Новоселенгинское», на востоке по реке Селенге — с МО СП «Убур-Дзокойское», на юго-западе — с Джидинским районом, на западе — с МО СП «Иройское», и по реке Темник и железнодорожной линией на северо-западе — с МО СП «Темник». 
C северо-востока на юго-запад территорию МО СП «Селендума» пересекает региональная автомагистраль Р440 Гусиноозёрск — Закаменск; с севера на юг проходит южная ветка Восточно-Сибирской железной дороги Улан-Удэ — Наушки с расположенными на ней станцией Селендума, о. п. Темник и о. п. 5822 км.

## История
Статус и границы городского поселения установлены Законом Республики Бурятия от 31 декабря 2004 года № 985-III «Об установлении границ, образовании и наделении статусом муниципальных образований в Республике Бурятия».
В 2005 году городское поселение преобразовано в сельское поселение «Селендума».
6 мая 2013 года к сельскому поселению присоединена территория упразднённого сельского поселения «Ехэ-Цаган».

## Население
| 2011  | 2012  | 2013  | 2014  | 2015  | 2016  | 2017  |
| ----- | ----- | ----- | ----- | ----- | ----- | ----- |
| 3000  | ↘2906 | ↘2809 | ↗3129 | ↘3089 | ↘3027 | ↘2969 |
| 2018  | 2019  | 2020  | 2021  | 2023  | 2024  |       |
| ↘2893 | ↘2863 | ↘2786 | ↘2731 | ↘2638 | ↘2550 |       |

## Состав сельского поселения
| № | Населённый пункт | Тип населённого пункта       | Население |
| - | ---------------- | ---------------------------- | --------- |
| 1 | Билютай          | село                         | ↘212      |
| 2 | Ехэ-Цаган        | улус                         | ↘363      |
| 3 | Селендума        | село, административный центр | ↘2504     |
| 4 | Сосновка         | село                         | ↗26       |
| 5 | Шана             | улус                         | ↗267      |